# Trilobular

Trilobularität

Trilobular (gebildet aus tri, griechisch für drei und lobus, lateinisch für Lappen, also dreilappig) beschreibt eine geometrische Figur, die man auch als „Dreieck-Rund“ bezeichnen kann. Sie zeichnet sich dadurch aus, dass trotz der dreieckigen Grundform der Rolldurchmesser konstant ist, da sich eine große und eine kleine Rundung immer direkt gegenüberstehen. Es handelt sich also um ein Gleichdick. Das Maß der Trilobularität wird als Verhältniszahl zwischen dem Inkreis und Umkreis angegeben.

## Anwendung
Die trilobulare Form wird häufig bei gewindefurchenden Schrauben angewendet. Diese sind selbsthemmend und sichern somit das Gewinde ohne weitere Hilfsmittel.